# Осцилляции Дансгора — Эшгера
Осцилляциями Дансгора — Эшгера называют резкие изменения климата во время последнего ледникового периода, которых насчитывается 23, по материалам гренландских кернов. Название образовано от имён учёных (датчанина en:Willi Dansgaard и швейцарца en:Hans Oeschger), которые первыми начали использовать ледовые керны для изучения палеоклимата и заметили следы резких изменений температуры в них.
В северном полушарии проявляются в виде быстрого (десятилетия) потепления с последующим постепенным похолоданием (в вековом масштабе). Разница температур во время осцилляции в Гренландии достигала 15 градусов Цельсия (по другим источникам, 7-8 градусов). В южном полушарии потепление происходит медленнее и размах колебаний менее значителен. Хотя вариации температур в Гренландии и Антарктике существенно различаются, наблюдается корреляция между временами резкого изменения температуры в Гренландии и градиента температуры в Антарктике: изменение в Гренландии обычно происходило в конце плавного изменения температуры в Антарктике.
Причины явления неясны, однако вероятна его связь с событиями Хайнриха (явлениями нарушения термогалинной циркуляции, вызывавшими похолодание в северном полушарии). Одно из объяснений (Баркер и Кнорр, 2007) предполагает медленный разогрев Антарктики, в конце которого через термогалинную циркуляцию разогревается Гренландия (и остывает Антарктика), и в какой-то момент происходит нелинейное явление, резко разогревающее северное полушарие. Далее, потоки холодной воды от таяния ледников приостанавливают циркуляцию, и цикл повторяется.

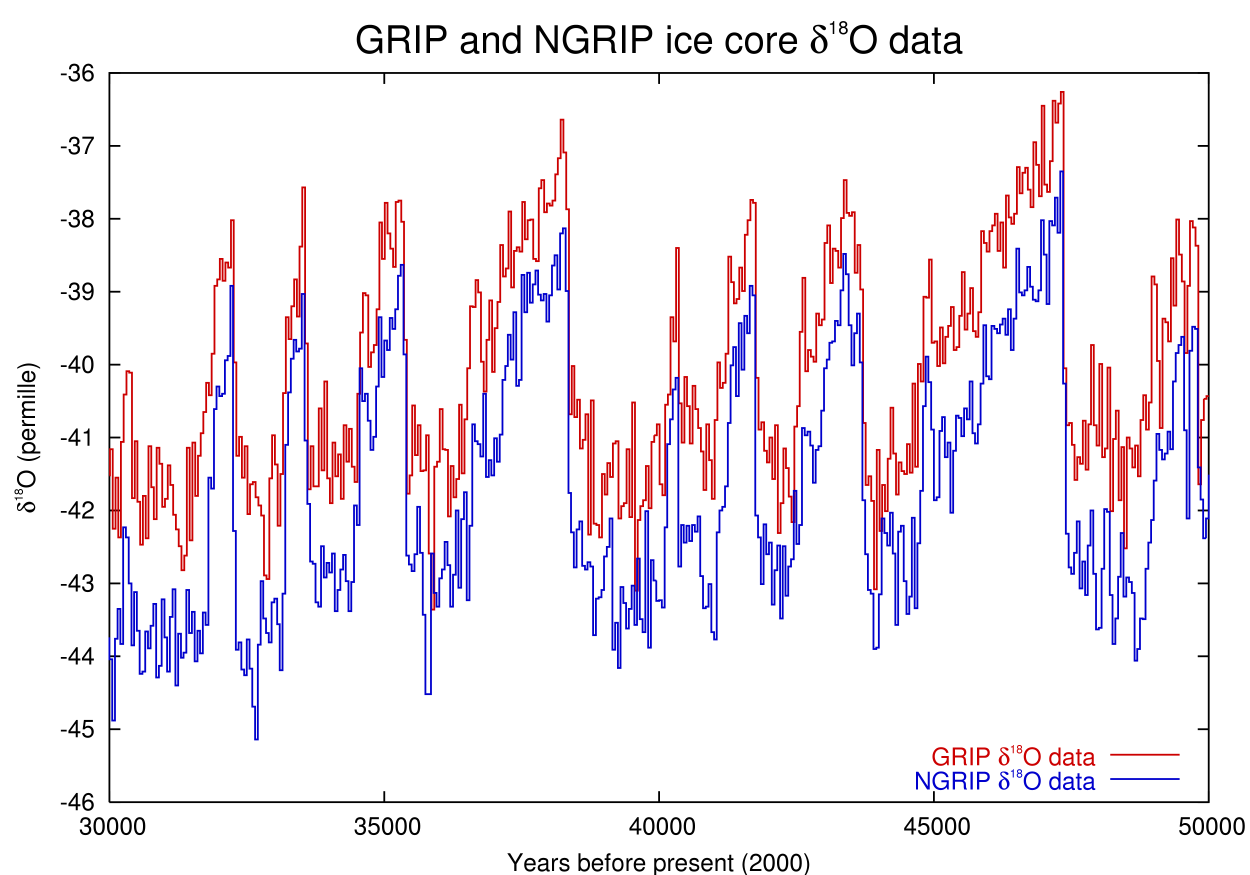
Данные Greenland ice core project и NGRIP по ледяному керну δ^{18}O между 30 и 50 тыс. лет до настоящего времени

Согласно Рамсторфу (2003, 2005), осцилляции Дансгора — Эшгера подчиняются 1470-летнему циклу, который в свою очередь складывается из циклов продолжительностью 87 и 210 лет. Новейшие материалы ледяных кернов на последние 50 тыс. лет показывают отклонения около 12 % (2 % для пяти последних осцилляций). В то же время, осцилляции в более древних частях керна не обнаруживают строгой цикличности.
Похожие 1500-летние колебания климата во время голоцена называются циклами Бонда.